# 那旺·多吉
那旺·多吉·雪巴（英語：Nawang Dorje Sherpa）是一位尼泊爾登山家和高山嚮導，以首次登頂道拉吉里峰聞名，登過數座喜馬拉雅山脈的山峰，也是赫爾維蒂—奧地利遠征隊的成員。

## 登山
- 1960 – 道拉吉里峰，與庫特·典保格（英语：Kurt Diemberger）、Peter Diener、Nima Dorje、Ernst Forrer、Albin Schelbert等人[1]。
- 1995 - 卓奧友峰，29月29日與Tomonori Harada、Shigeki Imoto、Kunga Sherpa等人[2]。
- 1996 - 珠穆朗瑪峰，東南脊路線，與佩特·史秋寧（英语：Pete Schoening）、阿納托利·波克里夫、史考特·費雪（英语：Scott Fischer）等人[3]，遭遇山難。
- 2000 - 珠穆朗瑪峰，5月19日，北脊路線[4]。
- 2004 - 第三度登頂珠穆朗瑪峰，隨國際遠征隊自南坳路線登頂[5]。
- 2007 - 第四度登頂珠穆朗瑪峰，隨法國遠征隊登頂[6]。

另外，他也曾攀登安納普納四峰、島峰和皮桑峰。